# Axel Gehrke
Pour les articles homonymes, voir Gehrke.
Axel Gehrke, né le 12 janvier 1942 à Choszczno en Poméranie et mort le 23 septembre 2021, est un homme politique allemand, membre du parti Alternative pour l'Allemagne.
Il est élu au Bundestag, à la suite des élections de 2017. Il ne se représente pas lors des élections de 2021, et meurt trois jours avant le scrutin.